# Sunyer II. (Empúries)
Sunyer II. (* um 840; † 915) war seit 862 Graf von Empúries und Graf von Roussillon. Er war ein Sohn von Sunyer I., Graf von Empúries.
Gemeinsam mit seinem Bruder Dela übernahm er die Grafschaft Empúries, nachdem sie sich gegen Humfried, dem Markgrafen von Gothien (Septimanien) erhoben. 896 starb sein Vetter Miró der Ältere und Sunyer übernahm dessen Grafschaft Roussillon.
Der Versuch, Girona zu erobern, scheiterte am Widerstand Wilfrieds des Haarigen. Sunyer reiste 888 nach Orléans um König Odo von Frankreich zu huldigen. 891 bereitete er einen Seeangriff auf das maurische Almería vor. Dieses Unternehmen endete jedoch mit einem Waffenstillstand.
Sunyer war mit Ermengarde verheiratet, mit der er vier Söhne hatte:
- Bencion († 916)
- Gausbert († 931)
- Elmerat († 920), Bischof von Elne
- Guadal († 947), Bischof von Elne

| Personendaten    | Personendaten                             |
| ---------------- | ----------------------------------------- |
| NAME             | Sunyer II.                                |
| KURZBESCHREIBUNG | Graf von Empúries und Graf von Roussillon |
| GEBURTSDATUM     | um 840                                    |
| STERBEDATUM      | 915                                       |